# Lijst van nationale parken in Oostenrijk

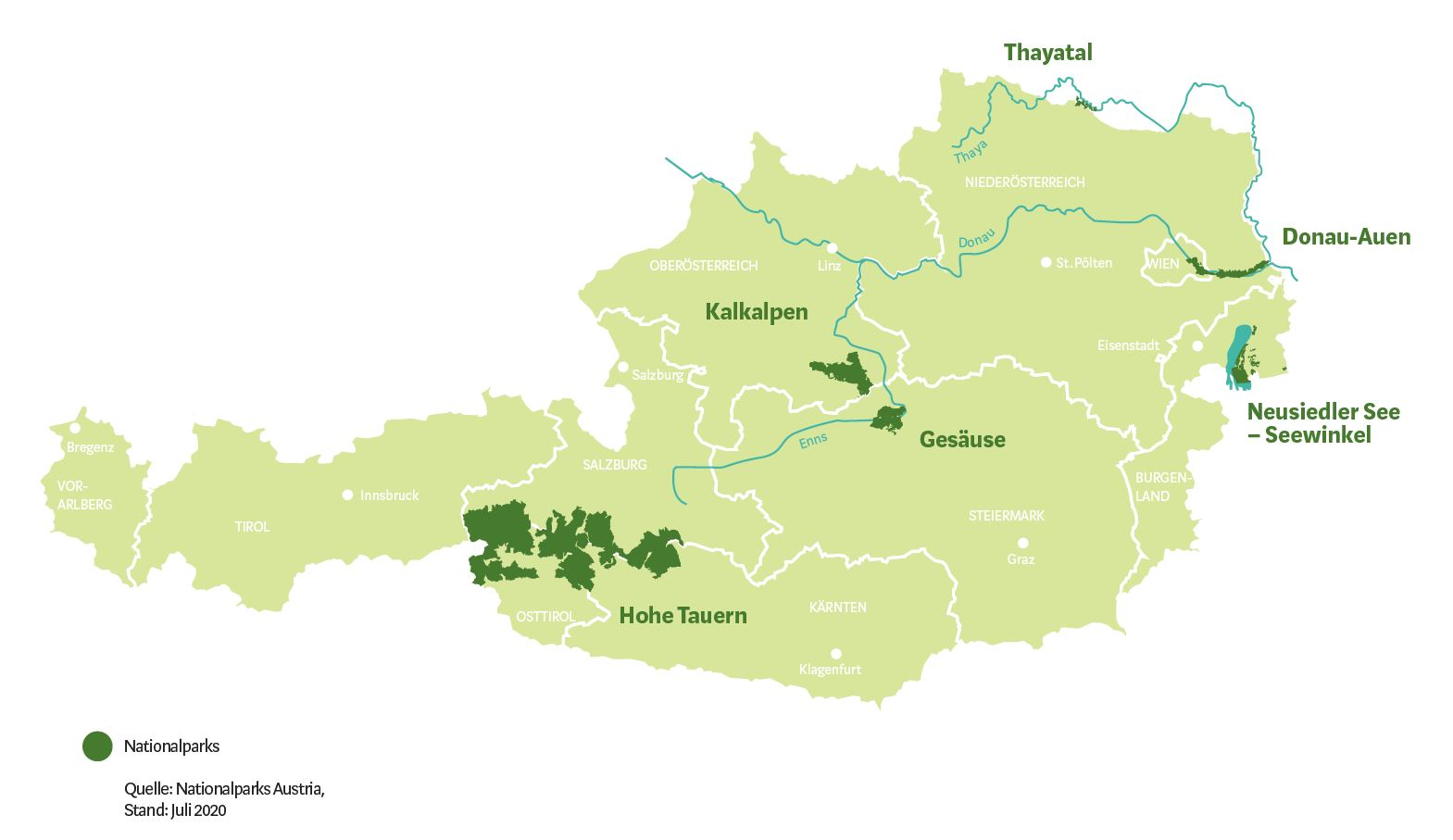
Oostenrijkse nationale parken

In Oostenrijk zijn 6 natuurgebieden tot nationaal park uitgeroepen. Een 7de nationaal park (Kampwald) is in oprichting.
| Nationaal Park Hohe Tauern Begin: 1981 Oppervlakte: 1836 km²              |
| Nationaal Park Thayatal Begin: 2000 Oppervlakte: 1.330 ha                 |
| Nationaal Park Kalkalpen Begin: 1997 Oppervlakte: 20.850 ha               |
| Nationaal Park Donau-Auen Begin: 1996 Oppervlakte: 9.300 ha               |
| Nationaal Park Neusiedler See-Seewinkel Begin: 1991 Oppervlakte: 9.673 ha |
| Nationaal Park Gesäuse Begin: 2002 Oppervlakte: 11.054 ha                 |